# 南美毬果蝠屬
南美毬果蝠屬（学名：Sphaeronycteris），哺乳綱、翼手目、葉口蝠科的一屬，而與南美毬果蝠屬（南美毬果蝠）同科的動物尚有紅果蝠屬（紅果蝠）、黃肩蝠屬（黃肩蝠）、尾翼果蝠屬（尾翼果蝠）、白線蝠屬（白線蝠）等之數種哺乳動物。

## 下属物种
本属包括以下物种：
- 南美球果蝠 Sphaeronycteris toxophyllum Peters, 1882，球葉蝠